# Ataenius opatrinus
Ataenius opatrinus är en skalbaggsart som beskrevs av Edgar von Harold 1867. Ataenius opatrinus ingår i släktet Ataenius och familjen Aphodiidae. Inga underarter finns listade.